# Angraecum eburneum
Angraecum eburneum är en orkidéart som beskrevs av Jean-Baptiste Bory de Saint-Vincent. Angraecum eburneum ingår i släktet Angraecum och familjen orkidéer.

## Underarter
Arten delas in i följande underarter:
- A. e. eburneum
- A. e. giryamae
- A. e. superbum
- A. e. xerophilum

## Bildgalleri

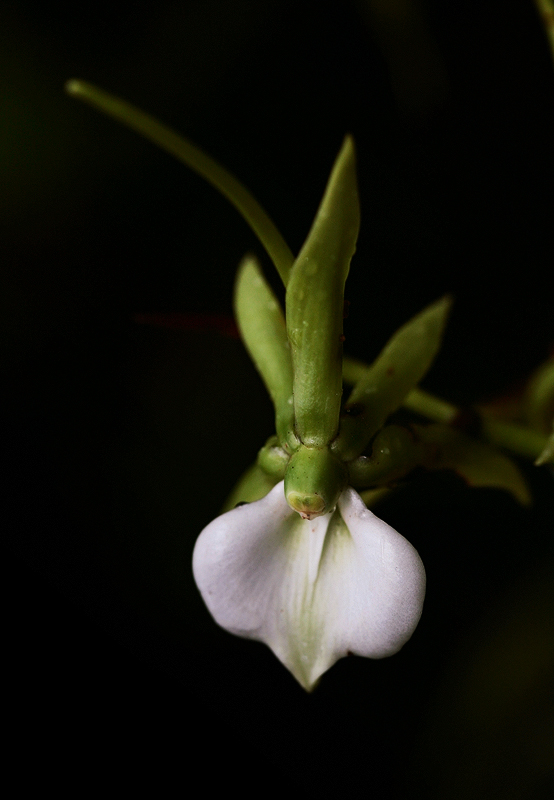
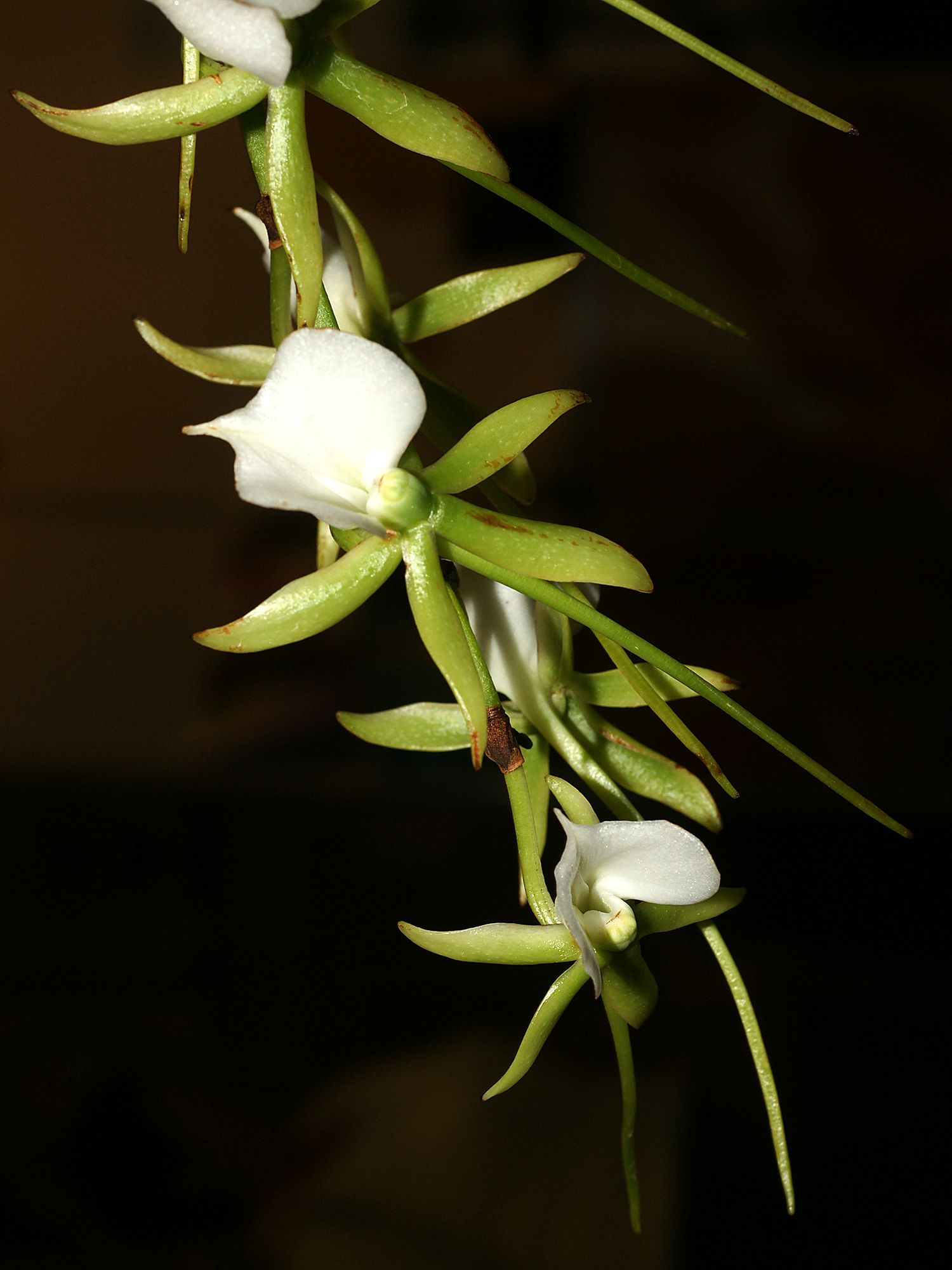
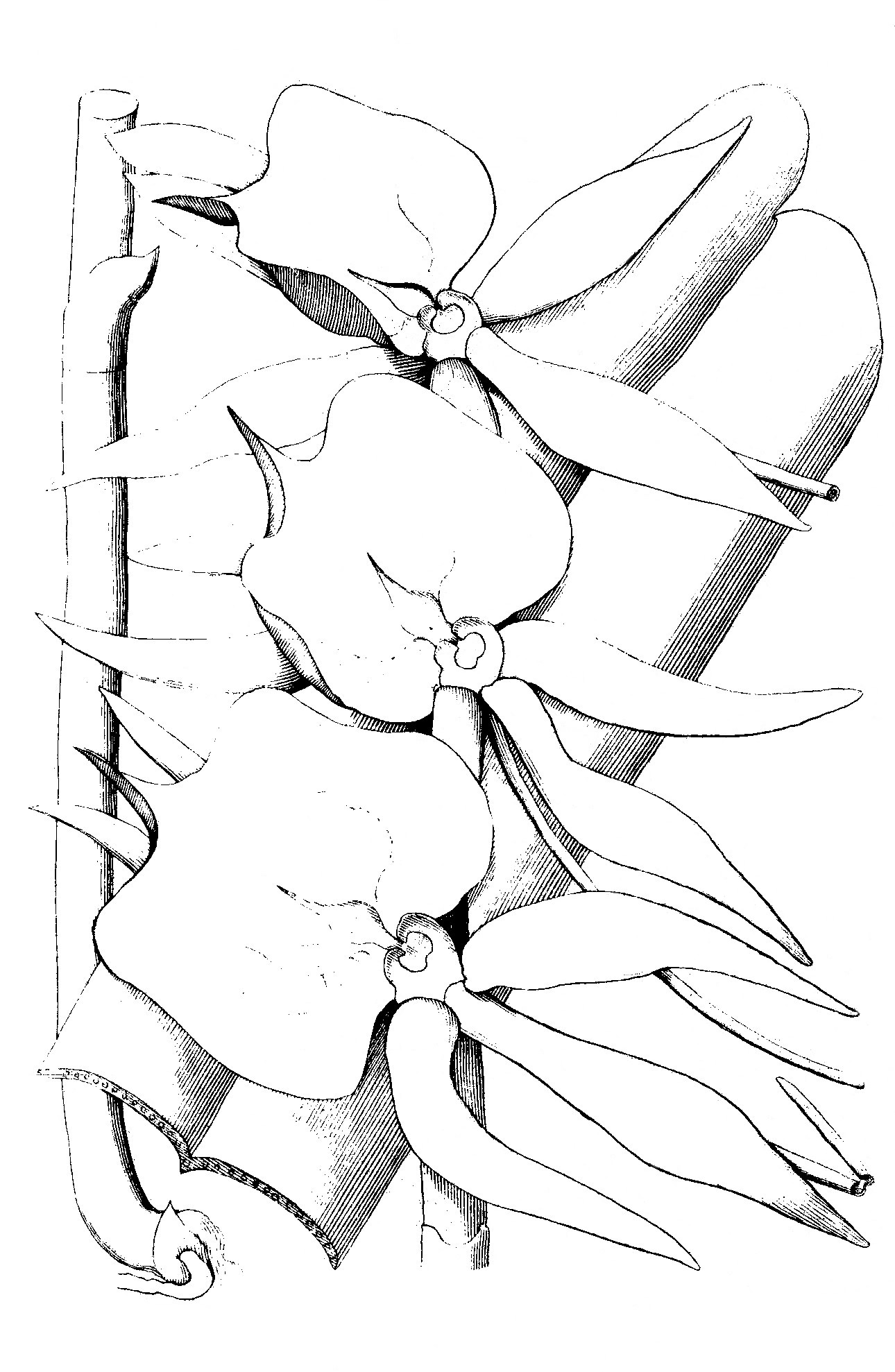
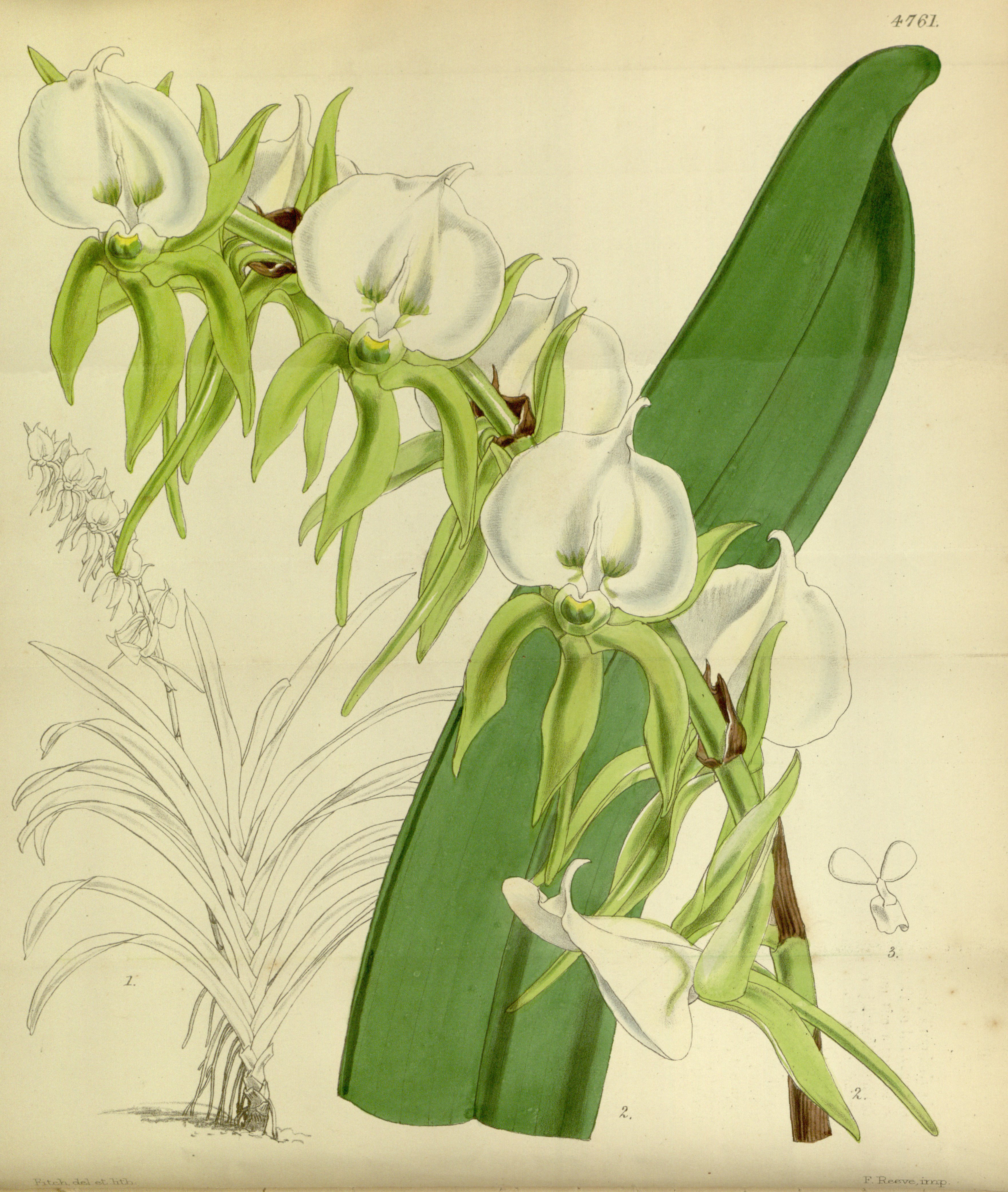
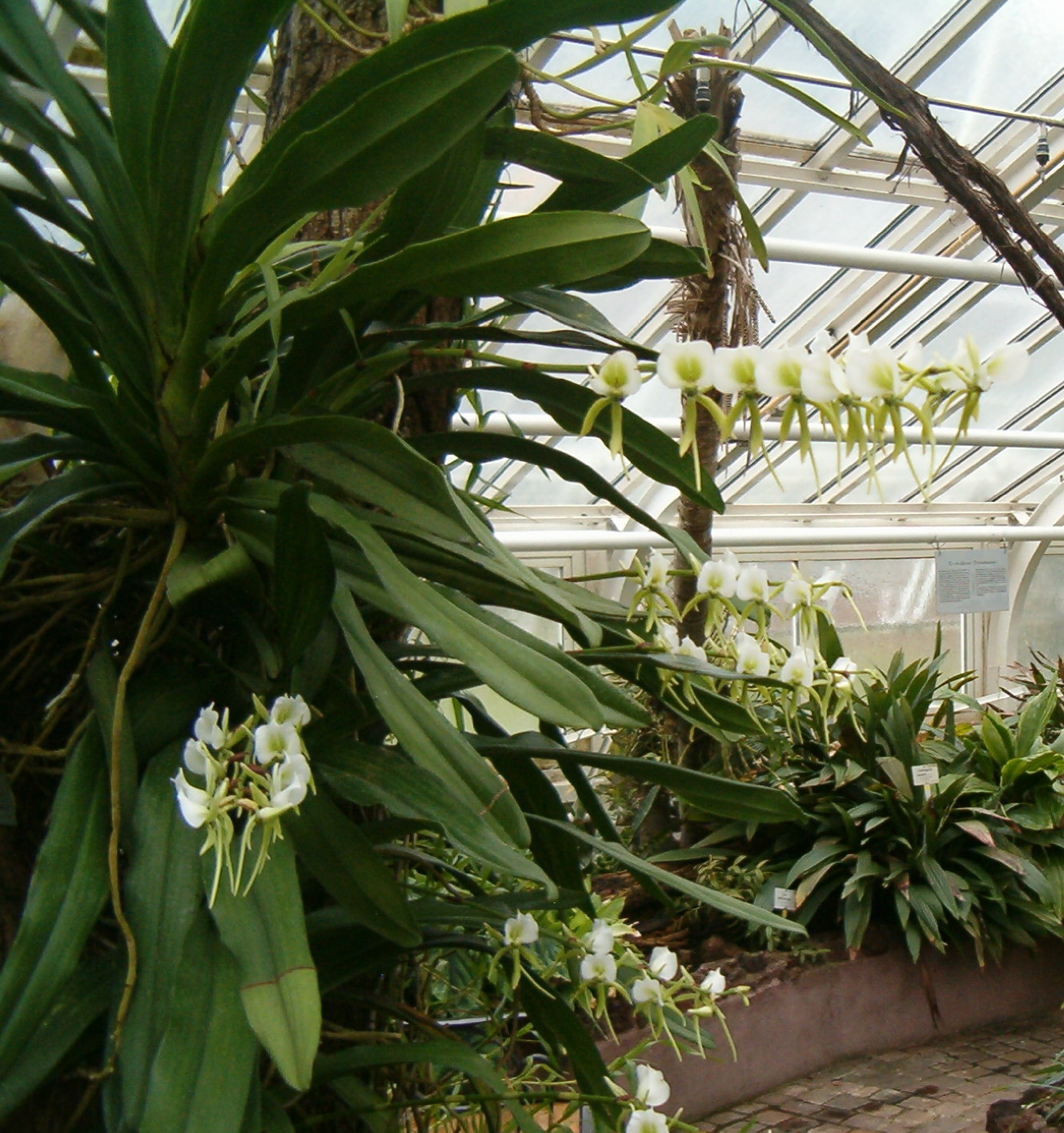
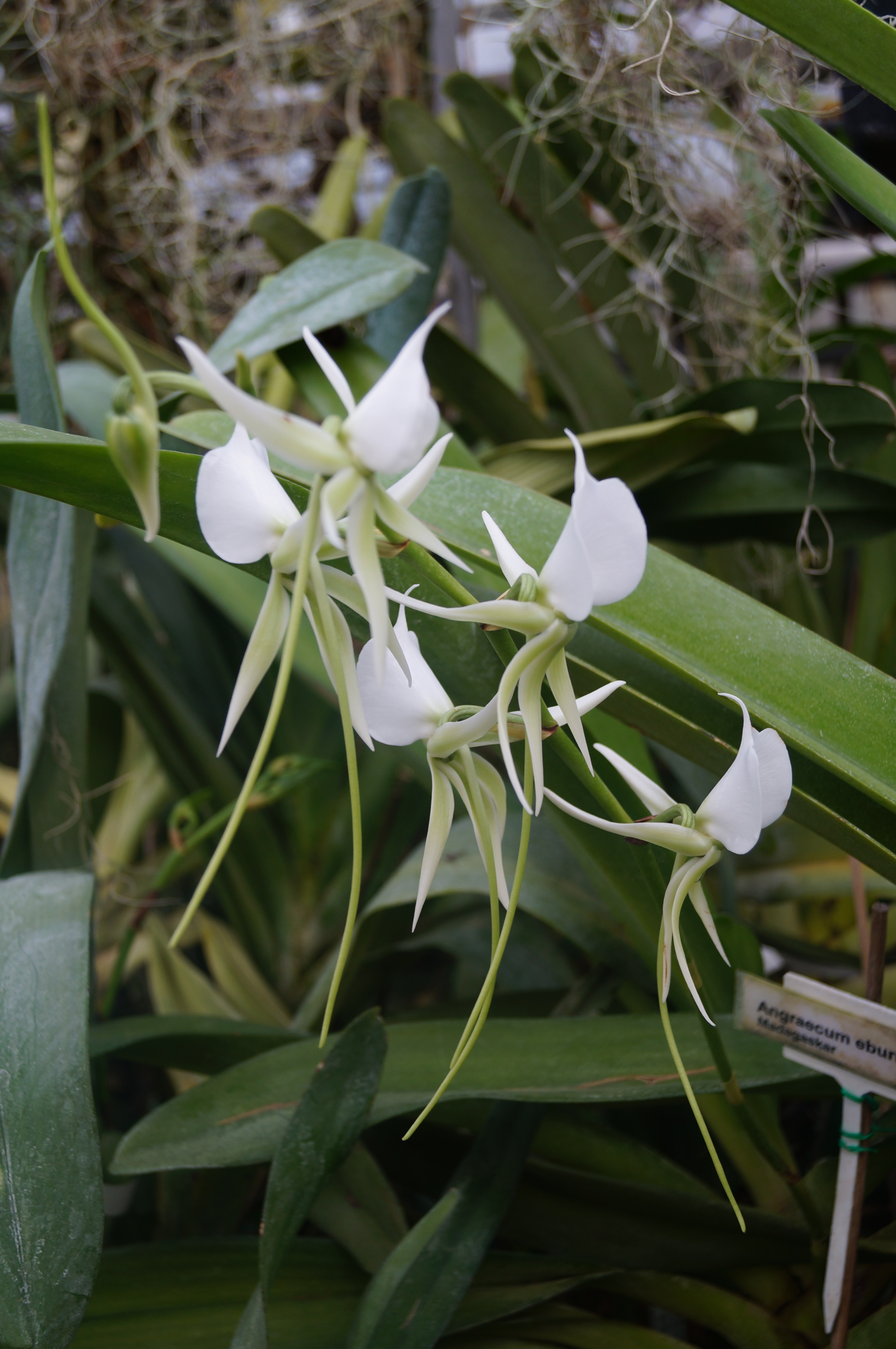